# 칼 세이건
칼 에드워드 세이건(영어: Carl Edward Sagan, 1934년 11월 9일 ~ 1996년 12월 20일)은 미국의 천문학자, 천체물리학자, 천체화학자, 작가이자 천문학, 천체물리학, 그외 자연과학들을 대중화하는 데 힘쓴 운동가이다. 세이건은 외계생물학의 선구자였으며 외계 지적 생명체 탐사 계획의 후원자였고 미국 항공우주국의 자문위원으로도 참가했다.
생애 동안 세이건은 매리너 계획 참가, 하버드 대학교 강사, 코넬 대학교 교수, 파이어니어 계획 참가, 바이킹 계획 참가, 행성연구소 소장, 칼텍 초빙연구원 등의 다채로운 경력을 가졌다. 또한 냉전 말기에는 핵겨울 이론을 통해 핵전쟁의 위험을 경고하기도 했다.
세이건은 과학 대중서 작가로서뿐만 아니라 60여 개국 5억여 명이 시청하였고 에미상과 피버디 상을 수상한 1980년의 텔레비전 다큐멘터리 시리즈 《코스모스》(Cosmos: A Personal Voyage)의 제작자이자 공저자로도 명성을 얻었다.. 《코스모스》는 다큐멘터리와 함께 책으로도 나왔는데, 이 책은 휴고상을 수상했다. 또한 세이건은 1997년 개봉된 동명의 영화의 원작이 된 소설 《콘택트》(Contact)도 썼다. 일생동안 세이건은 600편 이상의 과학 논문과 대중 기사를 작성했고, 작가·공저자·편집자 등의 자격으로 20권 이상의 책들에 참여했다. 세이건은 자신의 연구와 작품들에서 지속적으로 세속적 인간주의, 과학적 방법, 회의주의를 주장했다.

## 학력
- 시카고 대학교 인문학 B.A.
- 시카고 대학교 대학원 물리학 B.Sc.
- 시카고 대학교 대학원 물리학 M.Sc.
- 시카고 대학교 대학원 천문학 · 천체물리학 Ph.D.

## 어린 시절
칼 세이건은 1934년 11월 9일, 뉴욕의 브루클린에서 태어났다. 가족은 유대계와 러시아계 이민자로, 1904년에 외조부 라이프 그루버는 오스트리아-헝가리 제국의 속국이었던 갈리치아-로도메리아 왕국의 사소브(현재의 우크라이나)에서 살다가 사람을 죽이고 미국으로 도망갔다. 1905년에는 그루버의 아내 차야가 남편과 합류했고, 도착한 지 몇 주 만에 딸 레이첼 그루버를 낳았다. 한편, 아버지 새뮤얼 세이건은 사소브에서 남동쪽으로 190 km 떨어진 카메네츠포돌스키에서 태어났다. 다섯 살 때 미국으로 건너온 새뮤얼은 1933년에 레이첼을 만나 3월 4일에 브루클린에서 결혼했고, 그 이듬해 아들을 낳았다. 세이건이 7살일 때 여동생 캐럴(캐리) 세이건이 태어났는데, 어머니 레이첼은 아들을 다소 편애했다.
세이건은 어렸을 때부터 천문학에 관심을 가졌다. 부모에게서 처음으로 도서관 카드를 받은 세이건은 85번가의 도서관으로 달려가서 별(stars)에 관한 책을 달라고 했다. 그러자 사서는 클라크 게이블, 진 할로 등 스타들의 사진이 실린 그림책을 가져왔고, 그가 항의하자 다른 책으로 교환받을 수 있었다. 어린 세이건은 우주의 거대함과 이에 대비되는 인간의 하찮음에 놀라워했으며, 이때부터 천문학자가 되겠다고 결심했다. 8, 9세 무렵에는 만화와 공상 과학에 빠져들었다. 학교측은 부모에게 세이건은 재능이 있으니 사립학교를 가야 한다고 충고했지만 부모는 세이건을 공립학교에 보냈는데, 이유는 확실하지 않다. 재능이 뛰어났던 세이건은 몇 학년을 월반했다.
세이건은 라웨이 고등학교에 진학했다. 세이건은 이 학교를 ‘콘웨이(교장 이름) 수용소’라고 부르며 냉소하는 등, 삐딱한 태도를 보였다. 세이건은 과학적 기반이 약한 선생들에게서 거의 아무것도 배우지 못했다. 세이건은 고등학교 시절을 “시간 낭비”라고 여기면서 독서에만 빠져들었다. 이때 훗날 친구가 되는 과학소설계의 거물 아서 찰스 클라크의 《성간 비행》(Interplanetary Flight)을 접하고 로켓 기술과 수학의 중요성을 깨달았다. 클라크 외에도 아서 에딩턴, 제임스 진스, J. B. S. 홀데인, 줄리언 헉슬리, 조지 가모브, 윌리 레이, 레이첼 카슨, 사이먼 뉴컴 등의 저서들을 탐독했다.
고등학교 졸업이 다가오면서, 세이건은 천문학자가 되고 싶다는 희망을 굳히고 윌슨 산 천문대, 팔로마 천문대 등지의 천문학자들에게 편지를 써 보냈다. 하지만 가족들은 세이건의 진로를 탐탁치 않아 했다. 할아버지는 천문학자가 되었을 때의 경제적 어려움을 걱정했고, 아버지는 아들이 자신의 뒤를 이어 의류 사업을 하기를 바랐으며, 어머니는 아들이 피아노에 재능이 있다고 생각했다.
졸업식이 가까워지고 세이건은 대학을 알아보았다. 점수는 좋았으나 월반한 것이 오히려 방해가 되었다. 졸업 당시 나이가 겨우 16살이었다. 대학들은 이렇게 어린 학생을 받으려고 하지 않았다. 여러 상황을 따져본 뒤, 입학 연령 제한이 없고, 여키스 천문대를 소유하고 있는 시카고 대학교에 진학하기로 하고 시카고에 정착했다.

## 사망
1996년 12월 20일 골수성 백혈병으로 사망했다.

## 세이건과 종교
세이건은 가장 유명한 불가지론자 중 하나였다. 하지만 그는 자신을 무신론자라고 생각하지는 않았는데, 이에 대한 그의 태도는 '무신론자가 되려면 제가 지금 알고 있는 지식보다 훨씬 더 많은 지식을 가지고 있어야 합니다'라고 말한데에서 알 수 있다.
(이와 같은 그의 사상을 그의 소설을 원작으로 영화화된 콘택트(1997)에서 감각적으로 알 수 있다.)
그는 사람들이 통상적으로 생각하는 존재로서의 신에 대해서는 여러번 회의적인 의견을 제시했지만, 우주를 창조한 신이라는 존재에 대해서는 좀 더 우호적인 태도를 보였으며, 이와 같은 존재를 완전히 부정하려면 우주에게 시작은 없었다는 확고한 증거가 있어야 된다고 주장한 바 있다.
세이건의 어머니는 독실한 유대교 신자이고 아버지는 불가지론자였는데, 어머니의 영향으로 어렸을 때 유대교 교육을 받았고 보수적인 토라 회당에도 다녔다. 하지만 어렸을 때부터 이런 종교 교육을 지루해했고 모든 신앙에 회의적 태도를 보였다.

## 저서
- 《라이프 인간과 과학 시리즈》(LIFE Science Library) 〈행성의 천문학〉편("Planets"), 조너선 노턴 레오나드 및 라이프 편집자들 공저, 타임, 1966년
- 《우주의 지적 생명》(Intelligent Life in the Universe), 이오시프 슈무엘로비치 슈클로프스키 공저, 랜덤하우스, 1966년, 509쪽
- 《다른 세계들》(Other Worlds). 밴탐 북스, 1975년
- 《지구의 속삭임: 보이저 금제 음반》(Murmurs of Earth: The Voyager Interstellar Record), 칼 세이건과 다른 사람들, 랜덤하우스, ISBN 0-394-41047-5, 1978년
- 《에덴의 용: 인간 지성의 기원을 찾아서》(The Dragons of Eden: Speculations on the Evolution of Human Intelligence). 발렌타인 사, 1978년, ISBN 0-345-34629-7, 288쪽
- 《브로카의 뇌: 과학에 대한 낭만에 대한 생각》(Broca's Brain: Reflections on the Romance of Science). 발렌타인 사, 1979년, ISBN 0-345-33689-5, 416쪽
- 《코스모스》(COSMOS). 랜덤하우스, 1980년. 2002년 5월 7일에 랜덤하우스에서 신판 재출간. ISBN 0-375-50832-5, 384쪽
- The Cold and the Dark: The World after Nuclear War, Sagan, Carl et al., Sidgwick & Jackson, 1985년
- 《혜성》(Comet), 앤 드리앤과 공저, 발렌타인 사, 1985년, ISBN 0-345-41222-2, 496쪽
- 《콘택트》(Contact). Simon and Schuster, 1985; Reissued August 1997 by Doubleday Books, ISBN 1-56865-424-3, 352쪽
- 《창백한 푸른 점: 우주에서의 인류의 미래에 대한 통찰》(Pale Blue Dot: A Vision of the Human Future in Space). 랜덤하우스, 1994년 11월, ISBN 0-679-43841-6, 429쪽
- 《악령이 출몰하는 세상: 어둠속의 등불과도 같은 과학》(The Demon-Haunted World: Science as a Candle in the Dark). 발렌타인 사, 1996년 3월, ISBN 0-345-40946-9, 480쪽
- 《수십억의 수십억: 한 밀레니엄의 끝쪽 가장자리에 서 생명과 죽음에 대해 사색하다》(Billions and Billions: Thoughts on Life and Death at the Brink of the Millennium), 앤 드리앤 공저, 발렌타인 사, 1997년 6월, ISBN 0-345-37918-7, 320쪽
- 《과학적 경험의 다양성: 신의 탐구에 관한 견해》(The Varieties of Scientific Experience: A Personal View of the Search for God), 유작, 저자 칼 세이건, 편집자 앤 드리앤, 펭귄 출판사, 2006년 11월, ISBN 1-59420-107-2, 304쪽

## 수상 내역

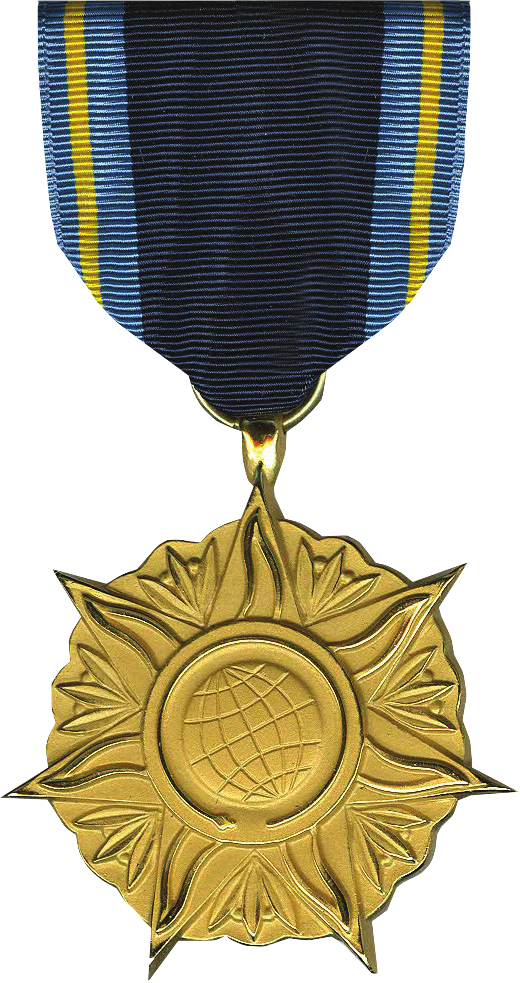
미국 항공우주국 공공 복지 훈장.

- 연간 텔레비전 우수상 - 1981년 - 오하이오 주립 대학 - 《코스모스》
- 아폴로 공로상 - 미국 항공우주국
- 미국 항공우주국 공공 복지 훈장 - 미국 항공우주국
- 에미상 - 1981년 - PBS 시리즈 《코스모스》
- 공로 훈장 - 미국 항공우주국
- 헬렌 캘디컷 리더십 상 - 핵 폐기 문제에 관한 여성의 행동
- 휴고상 - 1981년 - 《코스모스》
- 올해의 휴머니스트 - 1981년 - 미국 인본주의 협회
- In Praise of Reason 상 - 1987년 - 초정상주장의 과학적 연구를 위한 위원회
- 아이작 아시모프 상 - 1994년 - 초정상주장의 과학적 연구를 위한 위원회
- 존 F. 케네디 우주 항행학 상 - 미국 항공 협회
- 존 캠벨 기념상 - 1974년 - 《우주적 연관성―외계의 관점》
- 조지프 프리스틀리 상 - "인류 복지를 위해 발군의 기여를 했음"
- Klumpke-Roberts 상 - 1974년 - 태평양 천문 학회
- 콘스탄틴 치올코프스키 메달 - 소비에트 우주비행사 연맹
- 로커스 상 - 1986년 - 《콘택트》
- 로웰 토머스 상 - 익스플로러스 클럽 - 75주년 기념
- Masursky 상 - 미국 천문 학회
- 밀러 연구소 협회원 - 밀러 연구소 (1960년 ~ 1962년)
- 뉴저지주 명예의 전당 - 2009년 회원[18]
- 외르스테드 메달 - 1990년 - 미국 물리 교사 협회
- 피버디 상 - 1980년 - PBS 시리즈 《코스모스》
- 프리 갈버트 - 우주 항행학에 관한 국제적 상
- 공공 복지 메달 - 1994년 - 미 국립과학원
- 퓰리처상 일반 논픽션 부문 - 1978년 - 《에덴의 용》
- SF 크로니클 상 - 1998년 - 《콘택트》
- 디스커버리 채널 "위대한 미국인"에 99번째로 헌정 - 2005년 6월 5일

## 같이 보기
- 마이클 셔머
- 천문학

## 참고

### 주해
1. ↑  세이건은 수학을 좋아하지 않았다. 클라크를 접하기 이전까지 미분은 “필요도 없는 걸 고등학교 선생들이 학생들을 괴롭히려고 만든 것”이라고 생각할 정도였다. 클라크는 행성들 사이의 궤도를 계산하기 위해 미분을 이용하는 부록을 책에 포함했고, 세이건은 그 뒤로 미분이 중요하다는 것을 알게 된다.[11]

### 자료
- 파운드스톤, 윌리엄 (2007년). 〈신화, 공룡, 마법 그리고 별〉. 《칼 세이건: 코스모스를 향한 열정》. 파주시: 동녘사이언스.
- 세이건, 칼 (2001년). 〈서문: 방랑자들〉. 《창백한 푸른 점》. 강남구: 사이언스북스.
- 세이건, 칼 (2004년). 〈Chapter 7 밤하늘의 등뼈〉. 《코스모스》. 강남구: 사이언스북스.
- Sagan, Carl (1996). 《악령이 출몰하는 세상: 어둠속의 등불과도 같은 과학》 (영어). New York: Ballantine Books. ISBN 0-345-40946-9.